# حكومة سمير زيد الرفاعي الثانية
حكومة سمير زيد الرفاعي الثانية هي الحكومة رقم 93 منذ إعلان استقلال إمارة شرق الأردن عام 1921 والعاشرة في عهد الملك عبد الله الثاني. شكّل سمير زيد الرفاعي الحكومة في 24 نوفمبر عام 2010، بتكليف من ملك الأردن عبد الله الثاني بن الحسين. وقد حلّت الحكومة في شهر كانون الثاني 2011.

## التشكيل
| الاسم                                         | المهام الوزارية                             |
| --------------------------------------------- | ------------------------------------------- |
| دولة السيد سمير زيد سمير الرفاعي              | رئيسا للوزراء ووزيرا للدفاع                 |
| معالي الدكتور خالد عبدالعزيز سليمان الكركي    | نائبا لرئيس الوزراء ووزيرا للتربية والتعليم |
| معالي المهندس سعد هايل عوده السرور            | نائبا لرئيس الوزراء ووزيرا للداخلية         |
| معالي السيد أيمن حسين عبدالله الصفدي          | نائبا لرئيس الوزراء ووزير دولة              |
| معالي الدكتور عبدالسلام داود محمد العبادي     | وزيرا للاوقاف والشؤون والمقدسات الاسلامية   |
| معالي السيد هشام فالح احمد التل               | وزيرا للعدل                                 |
| معالي السيد سليمان حافظ سليمان المصري         | وزيرا للطاقة والثروة المعدنية               |
| معالي السيد "محمد ناصر" سامي حسن جوده         | وزيرا للخارجية                              |
| معالي الدكتور وليد سالم محمد المعاني          | وزيرا للتعليم العالي والبحث العلمي          |
| معالي الدكتور "محمد ناصر" سالم محمد ابوحمور   | وزيرا للمالية                               |
| معالي الدكتور تيسير رضوان سليم الصمادي        | وزيرا للزراعة                               |
| معالي السيدة هاله نعمان خيرالدين "بسيسو لطوف" | وزيرا للتنمية الاجتماعية وشؤون المرأة       |
| معالي المهندس عامر مروان عبدالكريم الحديدي    | وزيرا للصناعة والتجارة                      |
| معالي المهندس علاء عارف سعد البطاينه          | وزيرا للنقل                                 |
| معالي المهندس موسى حابس موسى المعايطة         | وزيرا للتنمية السياسية                      |
| معالي السيد نبيه جميل نورس شقم                | وزيرا للثقافة                               |
| معالي السيد عماد نجيب عايد فاخوري             | وزير دولة للمشاريع الكبرى                   |
| معالي الدكتور جعفر عبد عبدالفتاح حسان         | وزيرا للتخطيط والتعاون الدولي               |
| معالي الدكتور إبراهيم عطا خليل العموش         | وزير دولة لشؤون رئاسة الوزراء               |
| معالي المهندس محمد جميل موسى النجار           | وزيرا للمياه والري                          |
| معالي الدكتور محمد طالب مفلح عبيدات           | وزيرا للاشغال العامة والاسكان               |
| معالي السيد مروان صلاح محمد جمعه جمعه         | وزيرا للاتصالات وتكنولوجيا المعلومات        |
| معالي السيد علي حمدان عبدالقادر العايد        | وزير دولة لشؤون الاعلام                     |
| معالي السيد سمير سعيد عبدالمعطي مراد          | وزيرا للعمل                                 |
| معالي السيدة رابحة عبدالفتاح بخيت الدباس      | وزيرا للشؤون البلدية                        |
| معالي السيد ناصر سلطان حمزة الشريدة           | وزيرا للبيئة                                |
| معالي السيد فارس عيد مفلح القطارنة            | وزير دولة لشؤون مجلس الوزراء                |
| معالي السيدة نسرين زهدي عبدالمجيد بركات       | وزيرا لتطوير القطاع العام                   |
| معالي الدكتور محمود ياسين "الحاج طه" الشياب   | وزيرا للصحة                                 |
| معالي السيد احمد فلاح باير طبيشات             | وزيرا للشؤون البرلمانية                     |
| معالي السيد زيد جميل إبراهيم القسوس           | وزيرا للسياحة والاثار                       |

## وصلات خارجية
- موقع رئاسة الوزراء

| سبقه حكومة سمير زيد الرفاعي الأولى | الحكومة الأردنية October 24, 2011 - May 2, 2012 | تبعه حكومة معروف البخيت الثانية |